# Caroline Carver (Schauspielerin)

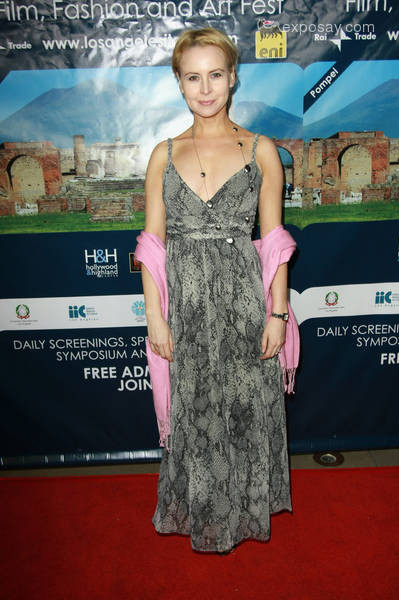
Caroline Carver

Caroline Carver (* 1976 in Manchester, England) ist eine britische Schauspielerin.

## Leben
Carver begann ihre Schauspielkarriere Ende der 1990er Jahre durch Besetzungen in den Fernsehserien City Central und The Last Train. 1999 übernahm sie eine der Hauptrollen in Kampf der Kobolde – Die Legende einer verbotenen Liebe. 2004 hatte sie Filmrollen in George und das Ei des Drachen und Von Hitlers Schergen gehetzt. 2008 verkörperte sie in der Fernsehserie The Royal Today in insgesamt 46 Episoden die Rolle der Heather Dunstan. Zuletzt war sie 2015 in jeweils einer Episode der Fernsehserien Holby City und Pompidou zu sehen.
Von 2006 bis 2017 war Carver mit dem Schauspieler Kenny Doughty verheiratet.

## Filmografie
- 1998: City Central (Fernsehserie, 4 Episoden)
- 1998: A Rather English Marriage (Fernsehfilm)
- 1999: The Last Train (Mini-Fernsehserie, 5 Episoden)
- 1999: Tom's Midnight Garden
- 1999: Il tempo dell'amore
- 1999: Kampf der Kobolde – Die Legende einer verbotenen Liebe (The Magical Legend of the Leprechauns)
- 2000: I Saw You (Fernsehfilm)
- 2000: The Scarlet Pimpernel (Fernsehserie, Episode 2x03)
- 2001: In a Land of Plenty (Mini-Fernsehserie, 3 Episoden)
- 2001: Inspector Lynley (The Inspector Lynley Mysteries) (Fernsehserie, Episode 1x01)
- 2001: Murder Rooms: Mysteries of the Real Sherlock Holmes (Mini-Fernsehserie, Episode 2x03)
- 2001: Animated Tales of the World (Zeichentrickserie, Sprecherrolle)
- 2002: Alone (Fernsehfilm)
- 2002: Jeffrey Archer: The Truth (Fernsehfilm)
- 2003: Jonathan Creek (Fernsehserie, Episode 4x02)
- 2003: The Royal (Fernsehserie, Episode 2x01)
- 2003: Gifted (Fernsehfilm)
- 2003: Holby City (Fernsehserie, Episode 5x47)
- 2004: George und das Ei des Drachen (George and the Dragon)
- 2004: Rosemary & Thyme (Fernsehserie, Episode 2x05)
- 2004: Spooks – Im Visier des MI5 (Spooks) (Fernsehserie, Episode 3x04)
- 2004: Von Hitlers Schergen gehetzt (The Aryan Couple)
- 2006: My First Wedding
- 2007: Goldfish (Kurzfilm)
- 2008: The Royal Today (Fernsehserie, 46 Episoden)
- 2008: Die Scharfschützen (Sharpe, Fernsehserie, Episode 7x01)
- 2009: Doctors (Fernsehserie, Episode 11x56)
- 2010: New Tricks – Die Krimispezialisten (New Tricks, Fernsehserie, Episode 7x04)
- 2010: The Balloon (Kurzfilm)
- 2010: Irreversi
- 2013: Shame the Devil
- 2015: Holby City (Fernsehserie, Episode 17x20)
- 2015: Pompidou (Fernsehserie, Episode 1x05)